# Cascera irrorata
Cascera irrorata är en fjärilsart som beskrevs av Rothschild 1917. Cascera irrorata ingår i släktet Cascera och familjen tandspinnare. Inga underarter finns listade i Catalogue of Life.